# Rudolf Arthur Pfeiffer
Rudolf Arthur Pfeiffer (Saarbrücken, 30 maart 1931 – Erlangen, 1 juni 2012) was een Duits geneticus die vooral bekendstaat als de ontdekker van het syndroom van Pfeiffer en het Reinhardt Pfeiffer syndrome (samen met Kurt Reinhardt).
Pfeiffer werkte op de Friedrich-Alexander-Universität Erlangen-Nürnberg.